# Ficus crassinervia
Ficus crassinervia är en mullbärsväxtart som beskrevs av René Louiche Desfontaines och Carl Ludwig von Willdenow. Ficus crassinervia ingår i släktet fikonsläktet, och familjen mullbärsväxter. Inga underarter finns listade i Catalogue of Life.